# Sault-lès-Rethel
Sault-lès-Rethel è un comune francese di 1 914 abitanti situato nel dipartimento delle Ardenne nella regione del Grand Est.

## Società

### Evoluzione demografica
Abitanti censiti

## Toponimo
La località è menzionata per la prima volta nelle cronache come altare Celtus intorno al 1243-1254 e deriva il nome da quello di tale personaggio gallo di nome Celtus.